# Allison Lanier
Allison Lanier (4 agosto 1990) è un'attrice statunitense.
È famosa per il ruolo di Summer Newman in Febbre d'amore.

## Biografia
Allison Lanier nasce in Georgia il 4 agosto 1990 ed è alta 1,7 m. Si trasferisce a New York per intraprendere la carriera di attrice e modella.

### Carriera
Nel 2017 interpreta il ruolo ricorrente di Annabelle nella terza stagione di Red Oaks. Nello stesso anno prende parte al film It Happened in L.A. nel ruolo di Megan. Nel 2018 interpreta Bella nel film Fish Bones. Dal 2022 entra nel cast della soap opera Febbre d'amore nel ruolo di Summer Newman, in sostituzione di Hunter King, rimanendo nel ruolo fino al 2025.

## Filmografia

### Cinema
- It Happened in L.A. (2017)
- Fish Bones (2018)
- Mia (2019)

### Televisione
- Red Oaks - serie TV (2017)
- Febbre d'amore - soap opera (2022-2025)